# 南東県
南東県（なんとうけん、ハイチ語: Sidès, シデス）はハイチ南東部の県 (Depatman)。県庁所在地はジャクメル。面積は約2,023 km² で人口は632,601人 (2015年)。

## 隣接する県
北に西県、北西にニップ県、西に南県、東はドミニカ共和国ペデルナレス州と接する。

## 下位行政区画
ジャクメル郡、ベネ郡、ベランス郡の3つの郡 (awondisman) が置かれている。